# Spafarjev
Otok Spafarjev, Spafarjev otok ili Spafarjevi otoci (rus. Остров Спарафьева), relativno je veliki dvostruki otok u Ohotskom moru. Ranije je bio poznat kao otok Korovi. Leži 7 km istočno od poluotoka Antamlan (također poznatog kao Hmitevski), najjužnijeg poluotoka koji sa svoje zapadne strane zatvara Taujski zaljev.
Administrativno ovi otoci pripadaju ruskoj Magadanskoj oblasti.

## Etimologija
Otok je dobilo ime po general-majoru vitezu Leontiju Spafarjevu (1765. – 1847.) Ruske carske mornarice. Spafarjev je bio direktor Ruske uprave svjetionika i kartograf Ruskog admiraliteta.

## Povijest
Otoke su često posjećivali američki i francuski kitolovci koji su lovili grenlandske i sive kitove između 1849. i 1885. Talan se zvao Zeleni otok, a Spafarjev Otok magle. Čamci su poslani na obalu da ulove morske ptice, jaja i bobice kao i da traže kitove.

## Geografija
Spafarjevi otoci sastoje se od dva otoka spojena uskim sprudom, širokim manje od 750 m.
- Veći, sjeverni "otok", otok Rjabokon, otprilike je trokutastog oblika. Dug je 9 km, a širok najviše 5 km.
- Sam otok Spafarjev nalazi se na južnom kraju. Otprilike je lopatastog oblika, dug je 7 km, a širok najviše 4,5 km.[12]
- Otok Talan (Ostrov Talan) ... is a small roundish island, which lies 11 km (6.8 mi) to the north of Spafaryev's northern tip. It is 2 km (1.2 mi) across.[13][14][15]

## Flora i fauna
Velike kolonije morskih ptica gnijezde se na otoku u proljeće i ljeto, uključujući preko milijun ćubastih njorki (Aethia cristatella), nekoliko tisuća ćubastih (Fratercula cirrhata) i žutokljunih tupika (Fratercula corniculata), deseci tisuća troprstih galeba (Rissa tridactyla), i tisuće papigastih (Aethia psittacula) i srebrnastih njorki (Synthliboramphus antiquus). Tankokljuna njorka (Uria aalge) se također gnijezdi na otoku ljeti, a mala njorka (Alle alle) se okuplja na otoku. Veliki štekavci (Haliaeetus pelagicus) love ove ptice.

## Vanjske poveznice
- Otoci u Ohotskom moru